# DCE Remote Procedure Call
DCE Remote Procedure Call o bien DCE RPC es un sistema de llamada a procedimiento remoto del conjunto de software OSF DCE. DCE / RPC, la abreviatura de "Distributed Computing Environment / Remote Procedure Calls ", es el sistema de llamada a procedimiento remoto desarrollado para el entorno de la informática distribuida (DCE). Este sistema permite a los programadores escribir software distribuido como si fuera todos los que trabajan en el mismo equipo, sin tener que preocuparse por el código de red subyacente.
DCE RPC no debe confundirse con DCE el cual es un conjunto de servicios que incluye DCE RPC, además de otras cosas como CDS y DCE DFS.
DCE RPC fue encargado por la fundación Open Software Foundation. Una de las compañías clave que contribuyeron fue Apollo.